# Almadén de la Plata
Almadén de la Plata és una localitat de la província de Sevilla, Andalusia, Espanya. L'any 2005 tenia 1.696 habitants. La seva extensió superficial és de 256 km² i té una densitat de 6,6 hab/km². Les seves coordenades geogràfiques són 37° 52′ N, 6° 04′ O. Està situada a una altitud de 450 metres i a 69 kilòmetres de la capital de la província, Sevilla.

## Demografia
| 1998  | 1999  | 2000  | 2001  | 2002  | 2003  | 2004  | 2005  | 2006  | 2007  |
| ----- | ----- | ----- | ----- | ----- | ----- | ----- | ----- | ----- | ----- |
| 1.716 | 1.728 | 1.764 | 1.738 | 1.713 | 1.686 | 1.705 | 1.696 | 1.649 | 1.577 |